# Charles Leconte de Lisle

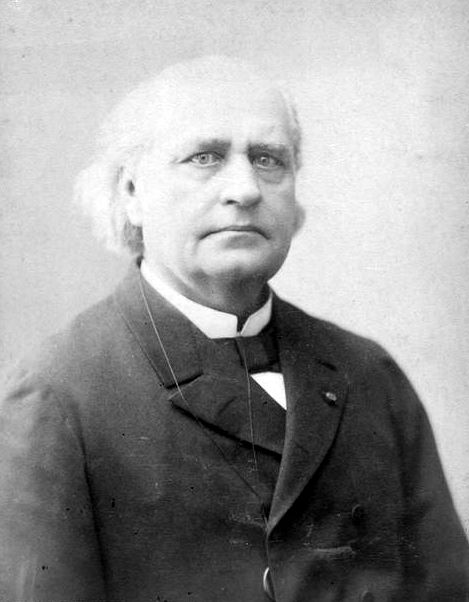
Charles Marie René Leconte de Lisle

Charles Marie René Leconte de Lisle (eigentlich Charles Marie Leconte; * 22. Oktober 1818 in Saint-Paul, Réunion; † 18. Juli 1894 in Voisins / Louveciennes) war ein französischer Schriftsteller.

## Leben und Schaffen

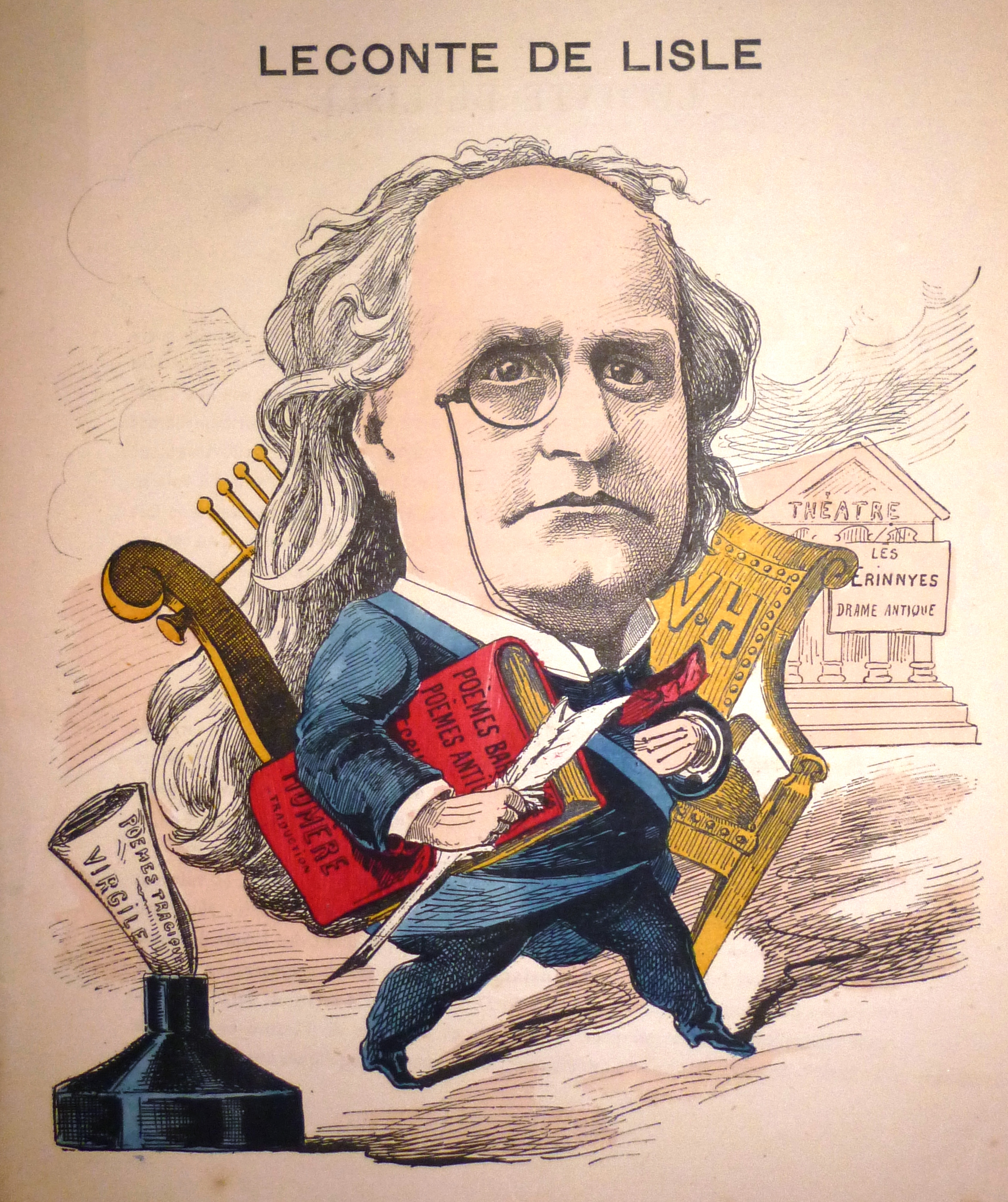
Zeitgenössische Karikatur

Er wurde auf der Île Bourbon – heute La Réunion – im Indischen Ozean geboren, wo sein Vater, ein ehemaliger napoleonischer Feldarzt, nach 1815 eine Zuckerrohr-Plantage übernommen hatte. Er verbrachte seine Kindheit ab dem Alter von vier Jahren in Nantes und seine Jugendzeit auf La Réunion. Nach lustlosem Jurastudium in Rennes und ersten Versuchen als Journalist (1837–1843) lebte er nochmals kurz auf der Insel. Ab 1845 lebte er endgültig in Frankreich, meist in Paris, und schlug sich mühsam als Journalist und Literat durch. Schon während seiner Studienzeit war er mit dem socialisme évangélique von Félicité de Lamennais, einem der Begründer der katholischen Soziallehre, in Kontakt gekommen; in der Zeit der starken Politisierung und Polarisierung der französischen Gesellschaft gegen Ende der Juli-Monarchie schloss er sich dem radikaleren Fourierismus an. Während der Februarrevolution 1848 war er aktiver linker Republikaner.
Nach der blutigen Niederschlagung der Revolte der Pariser Arbeiter im Juni 1848 und gänzlich nach dem Staatsstreich Louis-Napoléon Bonapartes am 2. Dezember 1851 war er, wie viele linke Literaten der Zeit, desillusioniert. Er wurde unpolitisch und lebte nur noch der Literatur, insbesondere der Lyrik. Hierbei legte er sich den Künstlernamen Leconte de Lisle zu (den er ohne Vornamen benutzte), einem Homonym von le comte de l’île, d. h. „der Graf von der Insel“.
Leconte de Lisles Ideal war eine poésie objective. Diese sollte keine romantischen Gefühlsergüsse eines lyrischen Ichs in Verse fassen, sondern weitgehend deskriptiv ästhetisch schöne, belebte und unbelebte Sujets aus Gegenwart und Vergangenheit präsentieren, aber auch alte und neue mythologische und kosmologische Vorstellungen bedichten. Seine Gedichte publizierte er, wie üblich, in Zeitschriften und von Zeit zu Zeit in Sammelbänden. So erschienen 1852 die Poèmes antiques, 1862 die Poèmes barbares, 1873 Les Érinnyes und 1884 die Poèmes tragiques. Seine formvollendet ziselierten, gewollt eher kühlen Gedichte brachten ihm bei Literaturkritikern und -kennern Bewunderung ein und seine bescheidene Pariser Wohnung wurde zum Zentrum der Dichterschule der „Parnassiens“.

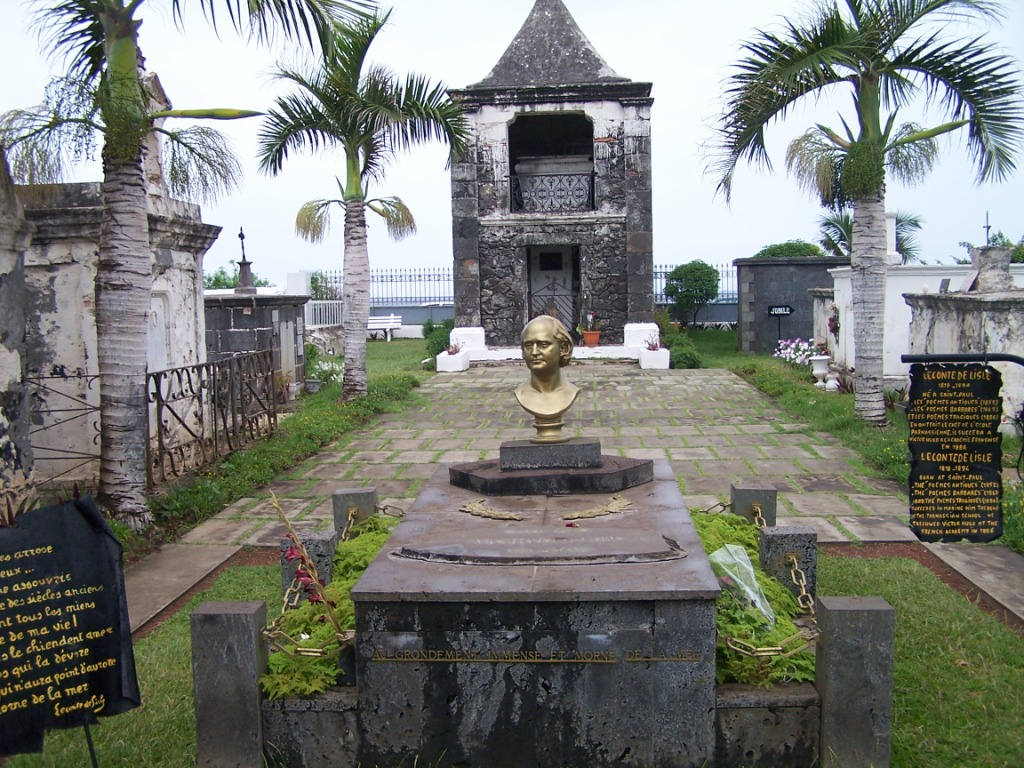
Leconte de Lisles Grab

In den 1860er Jahren machte Leconte de Lisle seinen Frieden mit dem Regime von Napoleon Bonaparte, dem Zweiten Kaiserreich, und erhielt seit 1864 eine kleine staatliche Pension. Die 1871 beginnende Dritte Republik bedachte ihn 1873 mit einer pro-forma-Bibliothekarsstelle, d. h. mit dem entsprechenden Gehalt. 1886 erhielt er einen Sitz in der Académie française.
Obwohl seine Gedichte viele Jahrzehnte zur obligatorischen Schullektüre gehörten, ist Leconte de Lisle heute kaum mehr bekannt. Für deutschsprachige Leser von speziellem Interesse ist sein Gedicht Le Rêve du Jaguar (deutsch „Der Traum des Jaguars“), das Rainer Maria Rilke zu seinem Panther inspiriert haben könnte.

## Vertonungen
César Franck vertonte 1877 das Gedicht Les Éolides aus der Sammlung Poèmes antiques zu einer sinfonischen Dichtung.
Gabriel Fauré komponierte 1878 das Gedicht Nell aus derselben Sammlung in seinen Drei Liedern op. 18 für Singstimme und Klavier.
Benjamin Godard vertonte 1884 das Gedicht Les Élephants aus der Sammlung Poèmes barbare im 1. Satz seiner Symphonie orientale, op. 84
In jüngster Zeit vertonte Klaus Miehling mehrere Werke von Leconte de Lisle: Fünf Chorlieder nach Baghavat für achtstimmigen Chor, Streichquartett (oder Streichorchester) und Harfe, op. 91 (2002); Zwei Chorlieder nach Leconte de Lisle für fünfstimmigen Chor und Klavier, op. 93 (2002); Trois Chansons Écossaises, op. 114 (2005); Ekhidna für Alt und Klavier / Alt und Orchester, op. 170 / 170a (2009 / 2013); Drei Chorlieder für Frauenchor (SSAA) und Klavier, op. 347 (2022); Drei Chorlieder für vierstimmigen Chor und Klavier, op. 366 (2024).
.